# Chiroxiphia linearis
Chiroxiphia linearis là một loài chim trong họ Pipridae.
Loài chim này được tìm thấy ở Costa Rica, El Salvador, Guatemala, Honduras, Mexico, và Nicaragua.
Môi trường sống tự nhiên của chúng là rừng nhiệt đới hoặc cận nhiệt đới khô, rừng ẩm vùng đất thấp nhiệt đới hoặc cận nhiệt đới, và rừng trước đây suy thoái nghiêm trọng. 